# Riós

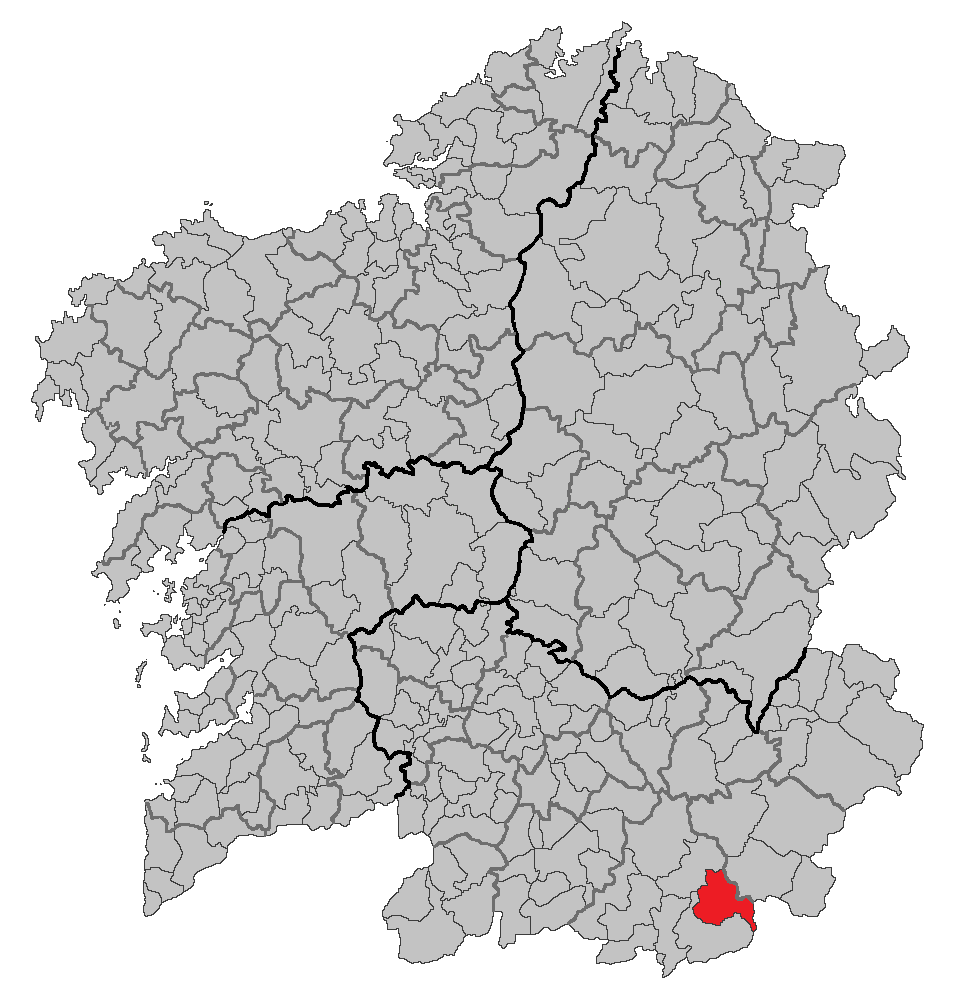
Vị trí của Riós in Galicia.

Riós là một đô thị trong tỉnh Ourense, thuộc vùng Galicia ở tây bắc Tây Ban Nha. Dân số 2032 (Spanish 2006 Census) và diện tích 114 km².

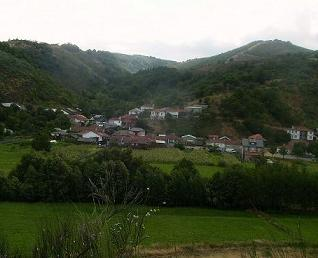
A Veiga Do Seixo